# Mirliton de Pont-Audemer
Pour les articles homonymes, voir Mirliton.
Le mirliton de Pont-Audemer est une pâtisserie constituée d'une pâte à cigarette roulée, garnie d'une mousse pralinée et fermée aux deux extrémités par du chocolat noir.
Cette spécialité a été créée, en 1340, par Guillaume Tirel, dit Taillevent, cuisinier à la cour de France et auteur du premier Viandier.
Lors de ses voyages à l'étranger, Taillevent, originaire de Tourville sur Pont Audemer a découvert les fruits secs tels que l'amande. En imaginant cette recette, il a voulu rendre hommage à la commune dont il était natif.
Alfred Canel rapporte :

« Nous lisons aussi, dans les Lettres d'un voyageur à l'embouchure de la Seine », que Pont-Audemer dispute à la capitale de la Normandie l'honneur d'avoir inventé un gâteau délicat nommé mirliton. »

De fait, le mirliton de Rouen est très différent de celui de Pont-Audemer, tant dans sa forme que dans ses ingrédients.
La recette, longtemps négligée, a été remise à l'honneur à la fin du XXe siècle par quelques pâtissiers de Pont-Audemer.